# Arsínoe I
Arsínoe I (en llatí Arsinoe, en grec antic Ἀρσινόη, "Arsinóe") va néixer probablement l'any 308 aC i va morir el 274 aC. Va ser reina d'Egipte entre el 284 aC i el 274 aC.
Era filla de Lisímac de Tràcia i de Nicea, i va ser la primera dona de Ptolemeu II Filadelf, rei d'Egipte amb el que es va casar l'any 284 aC o poc després. Quan l'any 279 va arribar a Egipte fugint de Tràcia la seva madrastra Arsínoe, que a més era germana de Ptolemeu II, el rei va quedar captivat per ella, i aquesta Arsínoe, la filla de Lisímac, juntament amb Amintes i Crisip, un metge de Rodes, van conspirar contra l'Arsínoe nouvinguda, però es va descobrir la trama i la van desterrar a Coptos, a la Tebaida.
Amb Ptolemeu va tenir tres fills, Ptolemeu III Evergetes I, Lisímac d'Egipte i una filla anomenada Berenice que es va casar més tard amb Antíoc II Theós.